# Elive
Elive (скорочення від англ. Enlightenment live) — дистрибутив Linux, на основі операційної системи Debian, який використовує середовище Enlightenment замість GNOME або KDE.  Це повністю функціональна операційна система, яку можна встановити на твердий диск або використовувати в режимі Live CD.
Elive використовує файлову систему UnionFS, яка дає змогу користувачам встановлювати програмне забезпечення за допомогою менеджера пакунків Synaptic або через інструмент APT, у той час як комп'ютер працює в режимі Live CD.
Робоче середовище Enlightenment (доступні версії 16,7 та 17) містить всі бібліотеки EFL потрібні для запуску програм, пов'язаних з EFL і дає змогу використовувати його для програмування без встановлення додаткового програмного забезпечення.
Операційна система Elive, також оптимізована для установки та роботи на комп’ютерах MacBook і eeePC.

## Особливості
Під час установки, користувач має змогу вибрати додаткову конфігурацію за своїми уподобаннями (роздільну здатність екрана, драйвер відеокарти, драйвер бездротового пристрою тощо).
Централізоване адміністрування Elive виконується зі спеціально створеної для цього дистрибутиву програми Elpanel (анімований адміністративний аплет), написаної за допомогою бібліотеки Edje. Через Elpanel ви можете контролювати всю систему, тобто, запускати всі встановлені програми, додавати/вилучати програмне забезпечення, налаштовувати обладнання та зовнішній вигляд Elive тощо.
Elive використовує веббраузер Iceweasel та поштовий клієнт Icedove з попередньо налаштованим розширенням GnuPG для шифрування і цифрового підпису електронних листів. Ці засоби дозволяють користувачу підписувати листи цифровим підписом та шифрувати і дешифрувати листування з мінімальними зусиллями.
Elive надає кодеки різних аудіо та відео форматів, для прослуховування музики та перегляду відео.
Нижче наведений короткий список інших помітних, попередньо встановлених і налаштованих мультимедійних програм в операційній системі Elive:
XMMS, Mplayer, Oxine, Stream Tuner, ReSound, GtkPod, GIMP, Blender тощо.
З дистрибутиву Elive, можна легко створити Live USB вручну або за допомогою інструмента UNetbootin

## Розповсюдження
Розробники Elive просять заплатити 10$ або більше, щоб завантажити Live CD. Як альтернатива, в деяких випадках, користувачі можуть отримати одноразове безкоштовне «запрошення-код», хоча отримання дистрибутиву таким шляхом, процес важкий і тривалий.
Користувачі можуть безкоштовно завантажити нестабільну «версію в розробці» без оплати або запрошення, але розробники не рекомендують використовувати цю версію для щоденного вжитку.

## Історія розробки
- 0.1: початковий бета-випуск Elive, який до цього мав назву Tezcatlipotix і був базований на Knoppix, але його робота була ще нестабільною.
- 0.2: кілька помилок виправлено після повідомлень від користувачів, але Elive як і раніше розглядається як розвиток і робоча версія.
- 0.3: перша стабільна версія і перехід від базування на Knoppix до Morphix.
- 0.4: під кодовою назвою Serenity; тут Elive переведена від Morphix до DSS (Debian Script Set)
- 0.4.2: другий випуск Serenity, з важливими виправленнями та модифікацією драйверів ATI
- 0.5: оголошений випуск Elive Revolution
- 0.6: другий випуск Elive Revolution названий Revolution +
- 1.0: випуск The Luxurious Elive Gem
- 1.9-25: випуск Elive з Compiz (ecomorph)

## Вимоги до апаратного забезпечення

### Мінімальні системні вимоги для запуску Elive
- 100 МГц
- 64 Мб оперативної пам'яті
- Щонайменше, 3 Гб дискового простору (для повної установки без розділу swap)
- Відеокарта VGA, здатна роздільність якої щонайменше 640x480
- Пристрій CD-ROM або BIOS, який підтримує установку через USB.

### Рекомендовані системні вимоги
- 300 MHz ЦП
- 128 МБ оперативної пам'яті
- Щонайменше, 3,5 Гб дискового простору (для повної установки та під розділ swap)
- Відеокарта VGA, здатна роздільність якої щонайменше 800x600
- Пристрій CD-ROM або BIOS, який підтримує установку через USB.